# Poul von Klingenberg

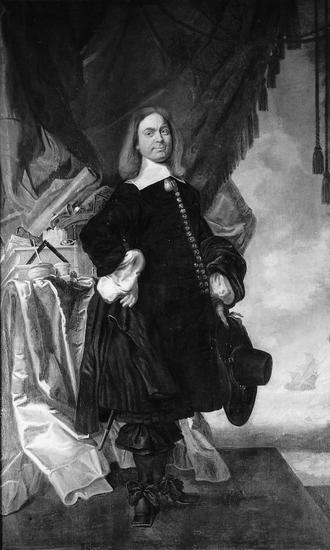

Poul Klingenberg', från 1669 von Klingenberg, född 1615 i Hamburg, död 1690 i Højris, var en dansk ämbetsman.
Klingenberg föddes i Hamburg och ägnade sig först åt affärsverksamhet. Han begav sig därpå till Danmark och fick 1653 som generalpostmästare för Danmark och Slesvig-Holstein i uppdrag att reorganisera det danska postväsendet, vilket han med stor skicklighet gjorde. Även i diplomatiska värv användes Klingenberg och blev 1679 kommerseråd och 1684 verkligt etatsråd. Genom giftermål och spekulationer förvärvade Klingenberg en mycket stor förmögenhet men förlorade den åter och dog utfattig.